# Jean-René Bernaudeau
Jean-René Bernaudeau, född 8 juli 1956 i Saint-Maurice-le-Girard, Vendée, är en tidigare professionell tävlingscyklist från Frankrike. Han var professionell mellan 1978 och 1988. Bernaudeau är manager för cykelstallet Bouygues Télécom.
Bernaudeau blev professionell med det franska stallet Renault-Gitane 1978 och tävlade med dem till slutet av 1980. Han tävlade sedan under två är med Peugeot innan han cyklade ett år var i Wolber och Système U. Mellan 1985 och 1988 tävlade fransmannen för Fagor. Under säsongen 1985 vann han en etapp på Critérium du Dauphiné Libéré och ett år senare vann han Polynormande, en tävling där han slutade trea 1987 och tvåa 1980.
Under sin professionella karriär vann han Grand Prix du Midi Libre fyra gånger (1980, 1981, 1982, 1983). Han slutade tvåa i samma tävling 1986. Han bar också den gula ledartröjan i Tour de France 1979 under en dag.
Jean-René Bernaudeau slutade trea på Vuelta a España 1978 efter Bernard Hinault och José Pesarrodona.
Hans son Giovanni Bernaudeau är en tävlingscyklist, som tävlar för sin fars stall Bouygues Télécom.

## Främsta meriter
1979
- Etapp 3, Tour du Limousin
- Paris-Bourges

1980
- Prolog, Grand Prix du Midi Libre
- Etapp 1, Grand Prix du Midi Libre
- Grand Prix du Midi Libre
- Etapp 20, Giro d'Italia
- Tour de Vendée

1981
- Etapp 4A, Grand Prix du Midi Libre
- Grand Prix du Midi Libre
- Route du Sud

1982
- Etapp 5, Romandiet runt
- Grand Prix du Midi Libre
- Tour de Lorraine

1983
- Grand Prix du Midi Libre

1985
- Etapp 5, Dauphiné Libéré

1986
- Polynormande

## Stall
- 1978-1980 Renault-Gitane
- 1981 Peugeot-Esso-Michelin
- 1982 Peugeot-Shell-Michelin
- 1983 Wolber
- 1984 Système U
- 1985-1988 Fagor